# Conidiogénesis
La conidiogénesis (de conidium, conidio y génesis, engéndramiento) es el proceso de formación de esporas asexuales o Conidios en el phylum Ascomycota en sus respectivas células conidiógenas, siendo las células a partir de la cual se desarrolla un conidio y por lo general una o más de estas células nacen en el Conidióforo. También puede ser llamada ontogenia conidial. Los tipos de conidiogénesis son utilizados como una forma de clasificación puesto que ocurre con un número limitado de formas.

## Historia y tipos de conidiogénesis
La ontogenia conidial ha sido descrita a lo largo de los años ; Hughes (1953) realizó una clasificación de basándose en el tipo de Espora y ontogenia conidial se tenía, proponiendo 8 secciones:
- Sección IA: Blastosporas. Esporas que se originan por gemación y forman cadenas.
- Sección IB: Blastosporas solitarias. Esporas que se forman por gemación. Botrioblastosporas. Esporas formadas por gemación sobre dentículos y formando racimos en células fértiles hinchadas.
- Sección II: Botriosporas terminales. Esporas en racimos originadas por gemación simpódicamente.
- Sección III: Clamidosporas. Esporas formadas en fialides anilladas.
- Sección IV: Fialosporas. Esporas formadas en fialides simples.
- Sección V: Artrosporas meristemáticas. Esporas originadas por la septación a partir de una zona meristemática.
- Sección VI: Porosporas. Esporas que son originadas como brotes por poros en la pared del conidióforo.
- Sección VII: Artrosporas. Esporas originadas por septación de una Hifa de crecimiento determinado.
- Sección VIII: Blastosporas meristemáticas. Esporas originadas por gemación en un conidióforo extendido.

Diversos autores utilizaron estas 8 categorías y las fueron modificando a lo largo de los años, cambiando de igual manera la terminología.
Posteriormente con ayuda de Cole y Samson (1979) y Kendrick (1971) se puede distinguir dos maneras en la que ocurre la conidiogénesis y parecen ser distintas a primera vista, estas son las tipo tálicas y blásticas. En ambas se puede hacer una subdivisión importante en función del modo de diferenciación durante la formación de conidios, una será en la que la formación del conidio sea estrictamente exógena puesto que todas las capas de pared de la hifa madre pueden extenderse o incorporarse dentro de todas las capas del conidio en desarrollo siendo estas el "tipo holo" (holotálica y holoblástica)  y la otra subdivisión es de tipo endógeno donde la pared más externa de la célula madre no está incluida en la pared celular conidial siendo de "tipo entero" (enterotálica y enteroblástica). Hay una gran variación en la producción de conidios, por ejemplo, los esquemas actuales para 43 conidiogénesis diferentes.

### Conidiogénesis tálica
Un conidio tálico se desarrolla por la conversión de un elemento hifal preexistente en el cual las células terminales o intercalares de una hifa se cortan por tabiques. Según Webster y Webner (2007) se pueden diferenciar entre holotalica y talica-artica durante esta última los septos se desarrollan en una hifa y se dividen en segmentos que mediante la disolución de los septos se separan en células individuales.

### Conidiogénesis blástica
En este tipo de conidiogénesis los conidios no derivan de una célula somática preexistente puesto que son resultado de formación de nuevas células provenientes de la célula conidiógena generalmente en la punta de la hifa. Una diferencia destacable entre la conidiogénesis tálica es que antes de ser cortada por un tabique la célula conidial puede aumentar de tamaño considerablemente, extendiéndose como un globo. Tanto el citoplasma como el núcleo migran desde la célula madre hacia la conidial a medida que se va haciendo más grande.
En el desarrollo enteroblastico es en donde según Webster y Webner (2007) la pared de la célula conidiógena es rígida y se abre y el conidio tendrá una pared recién formada, en este desarrollo se pueden distinguir dos tipos: fialídico y anélídico. En el primero se desarrolla una fialide a partir de una célula conidiógena generalmente en forma de botella con un cuello estrecho mientras que en el anelídico se logra diferenciar de la otra porque el nuevo material de pared que se enrosca dentro del annellide sobresale más de su cuello y el tabique que corta el Conidio recién formado también se forma más allá del cuello, y a medida que cada nuevo Conidio se desarrolla, se deja un pequeño anillo de material de pared (anulación) en el cuello del annellide, que crece en longitud a medida que se desarrollan los conidios sucesivos.